# Conny Helder
Conny Helder (ur. 27 listopada 1958 w Hadze) – holenderska menedżer służby zdrowia i polityk, od 2022 do 2024 minister.

## Życiorys
Studiowała chemię i nauki polityczne na Uniwersytecie w Lejdzie. Kształciła się również w zawodzie asystenta chirurgicznego w szpitalu Westeinde Ziekenhuis w Hadze. W latach 2000–2010 kierowała oddziałami w uniwersyteckim centrum medycznym UMC Utrecht. Następnie do 2017 była przewodniczącą rady dyrektorów fundacji Stichting Gezondheidscentra Eindhoven (SGE), działającej w sektorze służby zdrowia. W latach 2017–2022 była prezesem zakładu opieki zdrowotnej prowadzonego przez organizację TanteLouise w Bergen op Zoom. Od 2020 do 2022 była członkinią zarządu i rzecznikiem prasowym ActiZ, branżowego stowarzyszenia holenderskich organizacji opieki zdrowotnej.
Związana z Partią Ludową na rzecz Wolności i Demokracji. W styczniu 2022 w czwartym gabinecie Marka Ruttego objęła stanowisko ministra bez teki ds. długoterminowej opieki zdrowotnej i sportu. Urząd ten sprawowała do lutego 2024. Wcześniej w styczniu 2024 zastąpiła Ernsta Kuipersa na funkcji ministra zdrowia, zabezpieczenia społecznego i sportu. Funkcję tę pełniła do lipca tego samego roku.